# Matrimonio igualitario en Birmania
Birmania no reconoce el matrimonio igualitario ni las uniones civiles. La legislación birmana reconoce diferentes leyes de familia para sus cuatro religiones principales: el budismo, el cristianismo, el islam y el hinduismo, ninguna de las cuales permite las uniones entre personas del mismo sexo.

## Historia legal

### Antecedentes
El 18 de noviembre de 2013, un hombre y una mujer transgénero contrajeron matrimonio en Mawlamyine, lo que provocó fuertes críticas y amenazas en la comunidad local y por parte de las autoridades. En marzo de 2014, una pareja del mismo sexo, Myo Min Htet y Tin Ko Ko, celebró su boda en Yangón con ropa tradicional birmana tras haber convivido durante 10 años. El matrimonio se celebró ante 200 amigos y familiares, pero carece de reconocimiento legal en Birmania. The Diplomat calificó la ceremonia como «una gran victoria para la comunidad LGBT del país, considerando el clima de acoso y opresión de los grupos marginados bajo la antigua junta militar». Esto provocó una reacción negativa de los conservadores sociales, quienes cuestionaron por qué no se habían aplicado las leyes contra la homosexualidad contra la pareja. Las relaciones sexuales entre personas del mismo sexo están criminalizadas en Myanmar bajo una ley de la época colonial británica.

### Restricciones
Al igual que India, Birmania tiene diferentes leyes de familia según la religión o comunidad de las partes, debido a su antigua pertenencia al Raj británico. El Derecho Consuetudinario de Myanmar es la ley que se aplica a todos los budistas. Regula principalmente asuntos familiares como el matrimonio, el divorcio, los derechos conyugales y la herencia. No se trata de una ley escrita y promulgada, sino desarrollada a través de fallos judiciales, legislaciones específicas y algunos principios de los Dhammathats, en consonancia con las costumbres y hábitos modernos budistas.
Las leyes de familia para las otras tres religiones oficialmente reconocidas —cristianismo, islam e hinduismo— no reconocen los matrimonios entre personas del mismo sexo. Estas leyes personales están compuestas en gran parte por jurisprudencia, aunque también hay legislaciones aprobadas por los diferentes parlamentos de Myanmar, basadas en leyes similares del periodo colonial británico. La Ley de Matrimonio Cristiano de 1872 regula el matrimonio y divorcio de cristianos. Un matrimonio cristiano puede celebrarse «por cualquier persona que haya recibido ordenación episcopal, siempre que se celebre conforme a las reglas, ritos, ceremonias y costumbres de la Iglesia a la que pertenezca», y requiere que «el varón tenga más de dieciséis años, y la mujer más de trece». El derecho islámico de familia consiste en precedentes judiciales, y exige que «todo musulmán en pleno uso de razón y mayor de edad puede contraer matrimonio en presencia de testigos». Una mujer musulmana menor de 18 y mayor de 16 puede casarse con el consentimiento de sus tutores legales.
La Ley de Matrimonio Especial de 1872 permite matrimonios entre personas en las que uno o ambos no practiquen ninguna religión. Esta ley permite matrimonios interreligiosos y no prohíbe explícitamente el matrimonio entre personas del mismo sexo, pero generalmente asume que las partes son de distinto sexo. Respecto a quién puede casarse, indica que «el hombre debe haber cumplido los dieciocho años y la mujer los catorce».
Las parejas del mismo sexo no tienen acceso a los derechos legales, beneficios ni obligaciones del matrimonio, incluyendo derechos de adopción o herencia, entre otros. En noviembre de 2013, el activista de derechos humanos Aung Myo Min pidió la legalización del matrimonio entre personas del mismo sexo. La legalización del matrimonio entre personas del mismo sexo en Tailandia recibió cierta cobertura mediática en Birmania.